# Stadion Kralj Petar Prvi
Das Stadion Kralj Petar Prvi (serbisch-kyrillisch Стадион Краљ Петар Први; „Stadion König Petar I.“), auch bekannt als Radov dom („Radovs Heim“ oder „Radovs Zuhause“) oder Stadion na Banjici („Stadion auf Banjica“), ist ein „reines“ Fußballstadion und Heimstätte des FK Rad, einem serbischen Fußballverein aus dem Belgrader Vorort Banjica, der zwischen den Stadtbezirken Savski venac und Voždovac liegt. Die Kapazität des Stadions beträgt 6.000 Plätze, davon 3.500 Sitzplätze. Es ist nach Petar I. benannt, dem ehemaligen König Serbiens und von 1918 bis zu seinem Tod König der Serben, Kroaten und Slowenen. Die Sportstätte wurde 2016 teilweise renoviert, jedoch sollen voraussichtlich bald weitere Renovierungen stattfinden, um den UEFA-Sicherheitsstandards für nationale und internationale Fußballveranstaltungen gerecht zu werden.